# Stora Väsby slott
Stora Wäsby är en slottsliknande herrgård och ett tidigare fideikommiss belägen vid slutet av Stora Wäsby allée i Hammarby socken, Upplands Väsby kommun, Stockholms län. Direkt söder om anläggningen ligger tätorten Upplands Väsby. Avståndet till centrala Stockholm är 25 kilometer och till Uppsala 45 kilometer. Huvudbebyggelsen skapades under 1750- och 1760-talen av arkitekterna Carl Hårleman och Jean Eric Rehn. Stora Wäsby ägs sedan 1600-talet av den friherrliga familjen De Geer och räknas idag till en av den svenska rokokotidens bäst bevarade byggnader i Uppland. Sedan 1977 är huvudbebyggelsen med bland annat slottet, flyglar och orangeriet skyddade som byggnadsminnen.

## Historik

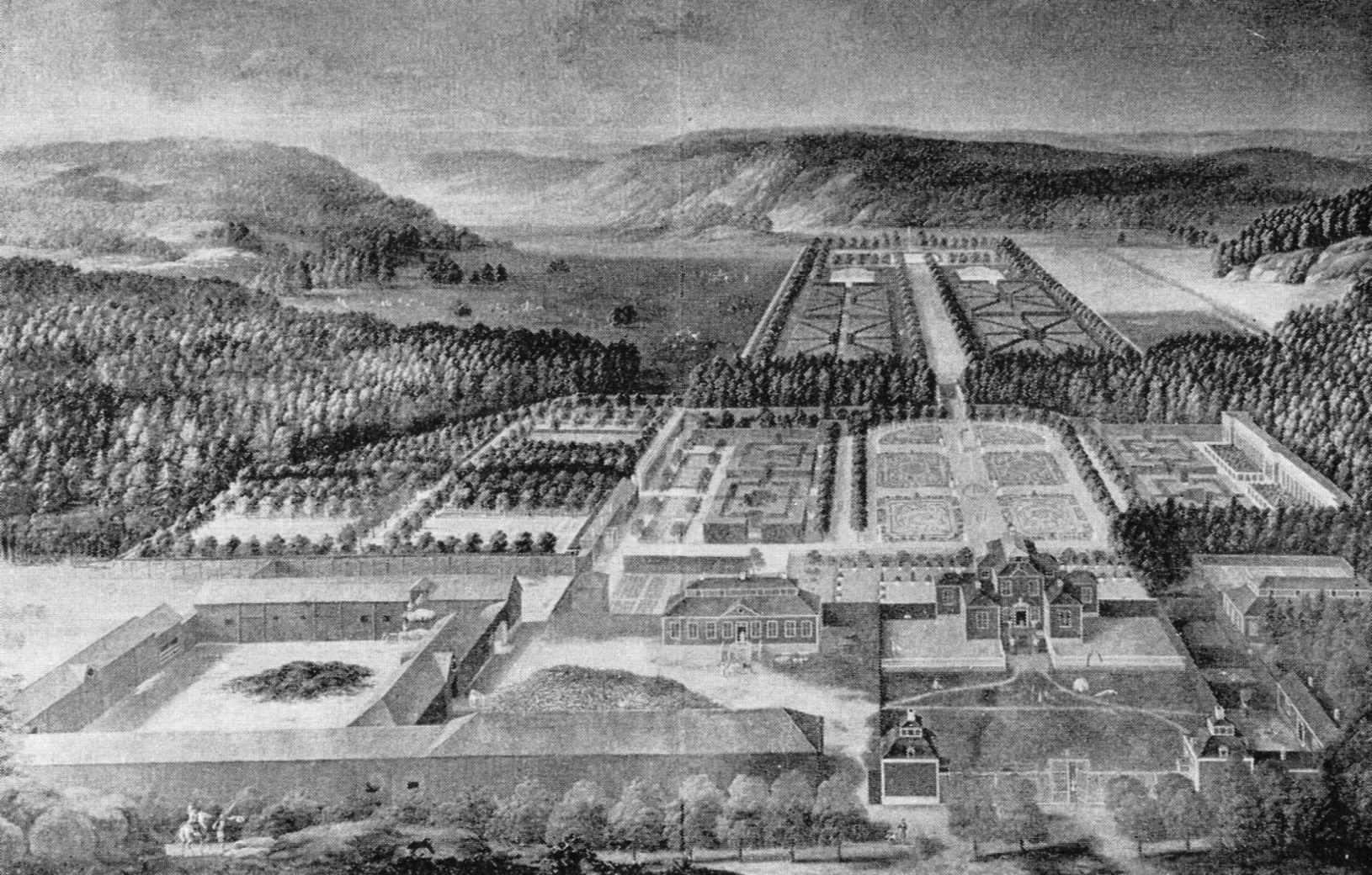
Stora Wäsbys barockpark med den karolinska gården i slutet av 1600-talet.

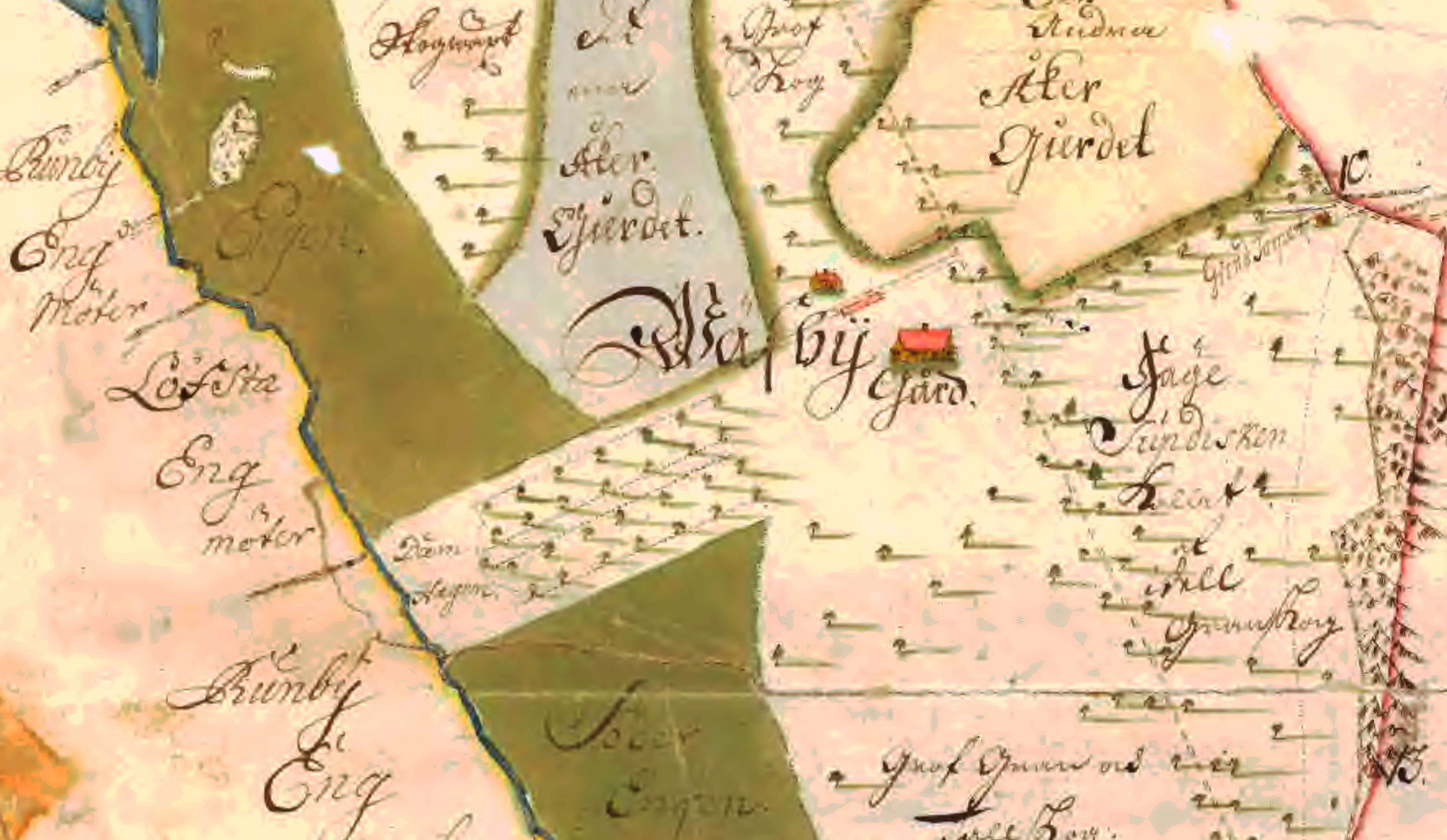
Stora Wäsby 1724.

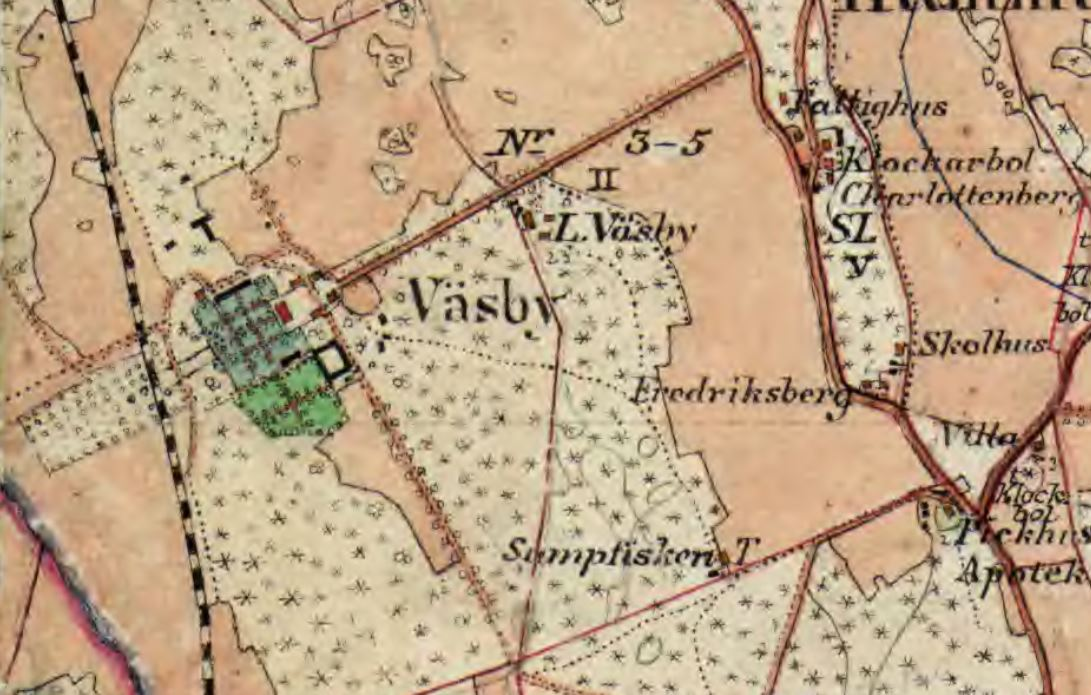
Stora Väsby på 1890-talet.

### Forntid
Platsen var bebodd redan under forntiden som ett stort gravfält direkt öster om huvudbebyggelsen vittnar om. Gravfältet mäter cirka 300 x 200 meter och består av omkring 140 fornlämningar som utgörs av cirka 20 högar och cirka 120 rundastensättningar.

### Ägare
Gården är känd sedan slutet av 1300-talet. Vestby eller Vesby omnämns i början av 1400-talet som sätesgård vilken beboddes av väpnaren Erik Nilsson. Gården ägdes 1485–1506 av underlagmannen Knut Karlsson.
På 1600-talet tillhörde egendomen riksrådet Jöns Knutsson Kurck den yngre. Hans son Knut Kurck sålde Stora Väsby 1668 till brukspatron Emanuel De Geer på Lövstabruk. Han lät anlägga trädgården och parken och bygga den karolinska gården som var föregångaren till nuvarande huvudbyggnaden. Nuvarande huvudbyggnad tillkom på 1750- och 1760-talen (se nedan). Emanuel De Geer avled ogift och ärvdes av sin brorson, landshövdingen Charles De Geer af Leufsta (1660-1730).
Strax före sin död gjorde han genom testamente den 6 maj 1730 Stora Väsby till fideikommiss som sedan tillträddes av den då endast tioårige brorsonen Charles De Geer af Leufsta. Egendomen innehades därefter av släkten De Geer som äger den fortfarande idag. 1925 tillträdde friherren Louis De Geer fideikommisset. Under hans tid restaurerades gården pietetsfull under ledning av arkitekt Isak Gustaf Clason och inreddes med stilenlig möblemang. Han son, bankdirektören Carl De Geer, fortsatte arbetet och lyckades även att återköpa flera föremål som tidigare funnits på Wäsby.

### Corps de logi
Väsbys huvudbebyggelse ligger i skärningspunkten av två alléer, en från söder och en från öster. Den senare utgör en 1 400 meter lång centralaxel längs vilka slott, flyglar och parken anlades. Nuvarande huvudbyggnad började byggas i början av 1750-talet under ledning av Carl Hårleman. Hans nybyggnadsplaner tog form 1748. Han hann aldrig avsluta sitt verk utan det fullbordades efter hans död 1753 av Jean Eric Rehn som även tillfogade egna gestaltningselement. Till sin sida hade han målarna Johan Pasch och Lars Bolander.
Bygget tog lång tid och var 1759 fortfarande ofärdigt. Arkitekten Carl Gustaf Tessin besökte platsen på sommaren 1759 och skrev därefter i sin dagbok: ”eftermiddagen varit på Stora Wäsby, som är och än vidare blir, när byggnaden hinner fullkomnas, den fagraste gård i Sveriget, men om den skall till sina prydnader underhållas så måste herren till Wäsby vara Brukspatron på Leufsta”. Det färdiga bygget blev ett litet lustslott, ett maison de plaisance i fransk stil där manbyggnad och flyglarna bildar en harmonisk enhet av hög konstnärlig kvalitet som är sällsynt i Sverige.
Huvudbyggnaden är ett tvåvånings stenhus med något framspringande mittparti. Fasaden indelas av pilastrar i två våningar över varandra och kröns av en lågspetsig antik fronton med ätterna De Geers och Ribbings vapen. Mittpartiet är smyckat med ett par byster samt girlander och festonger i sandsten. Corps de logi flankeras i öster av fyra flyglar, de yttre är svängda. De inre flyglarna förenas av ett högt smitt, vapenkrönt staket som är kvar från den karolinska gården och ett verk av Lövstabruks skickliga smeder.

### Lilla Wäsby

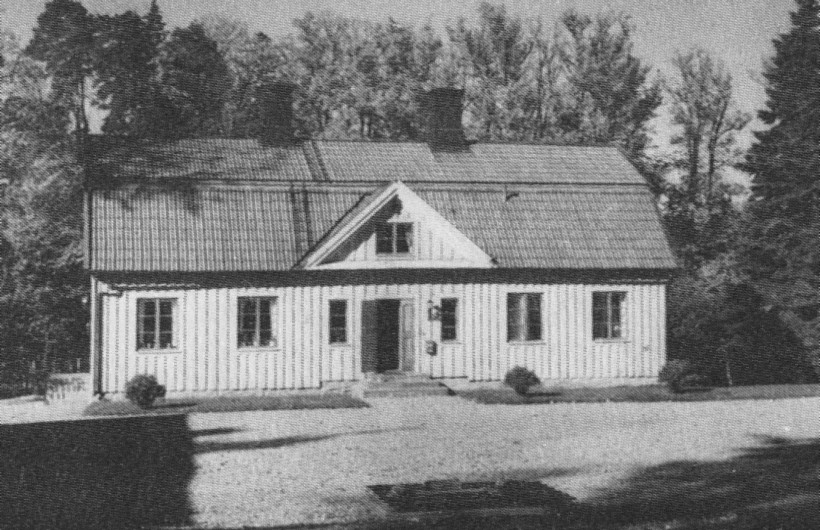
Lilla Wäsby 1960-tal.

Lilla Wäsby ligger vid infartsalléns södra sida, ganska nära motorvägen. Stället består av en liten mangård flankerad av två fristående flyglar i sydost. Bebyggelsen härrör troligen från 1700-talet, ej tidigare och är på en karta från 1724 redovisat som Grindtorpet. Huvudbyggnaden är av trä med fasader klädda av gulmålad lockpanel under ett brutet sadeltak. Över entrén märks en liten fronton. Den norra flygeln är bostad och den södra var stall. I äldre tider var Lilla Wäsby förvaltarens bostad. Gården renoverades 1953 och beboddes på 1970-talet av en medlem i De Geers familj. År 2016 totalrenoverades huset och utbjöds till försäljning för 15 miljoner kronor.

### Parken
I väster fortsatte anläggningen i en stor barockträdgård i fransk stil som började anläggas redan i slutet av 1600-talet under medverkan av Nicodemus Tessin d.y.. Barockparken hade symmetrisk klippta och planterade häckar och träd, samt tre dammar. Söder om lustträdgården anlades köks- och fruktträdgården. Idag är trädgården stympad och genomkorsas av både järnväg som drogs förbi på 1860-talet väster om slottet och motorvägen (E4) som tog på 1960-talet en del av parkens östra sida och skar genom den monumentala infartsallén.
Stora delar av parken är idag igenväxta men arbetet med att återställa den har påbörjats. Parken skall bli en del av det upplevelsestråk som skall löpa genom hela kommunen. På parkens norra sida kvarstår fortfarande det långsträckta före detta orangeriet, ritat av Rehn och idag inrett till kontor. Mittemot orangeriet märks ett drivhus från 1600-talets slut. Söder om slottet ligger gårdens ekonomibyggnader med bland annat en stor stallfyrkant byggd av sten på 1750-talet, den brann ned 1988 och återuppbyggdes.

### Bilder

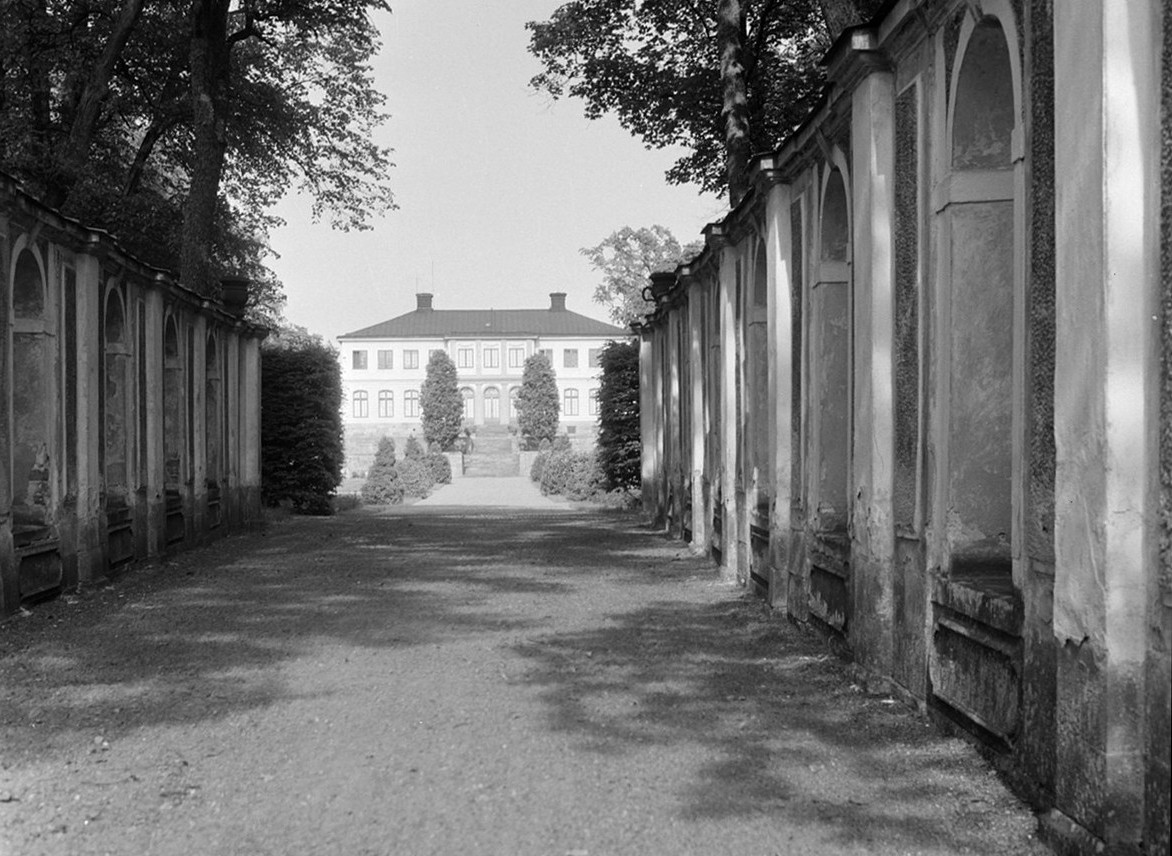
Huvudbyggnaden från trädgårdssidan, 1960.
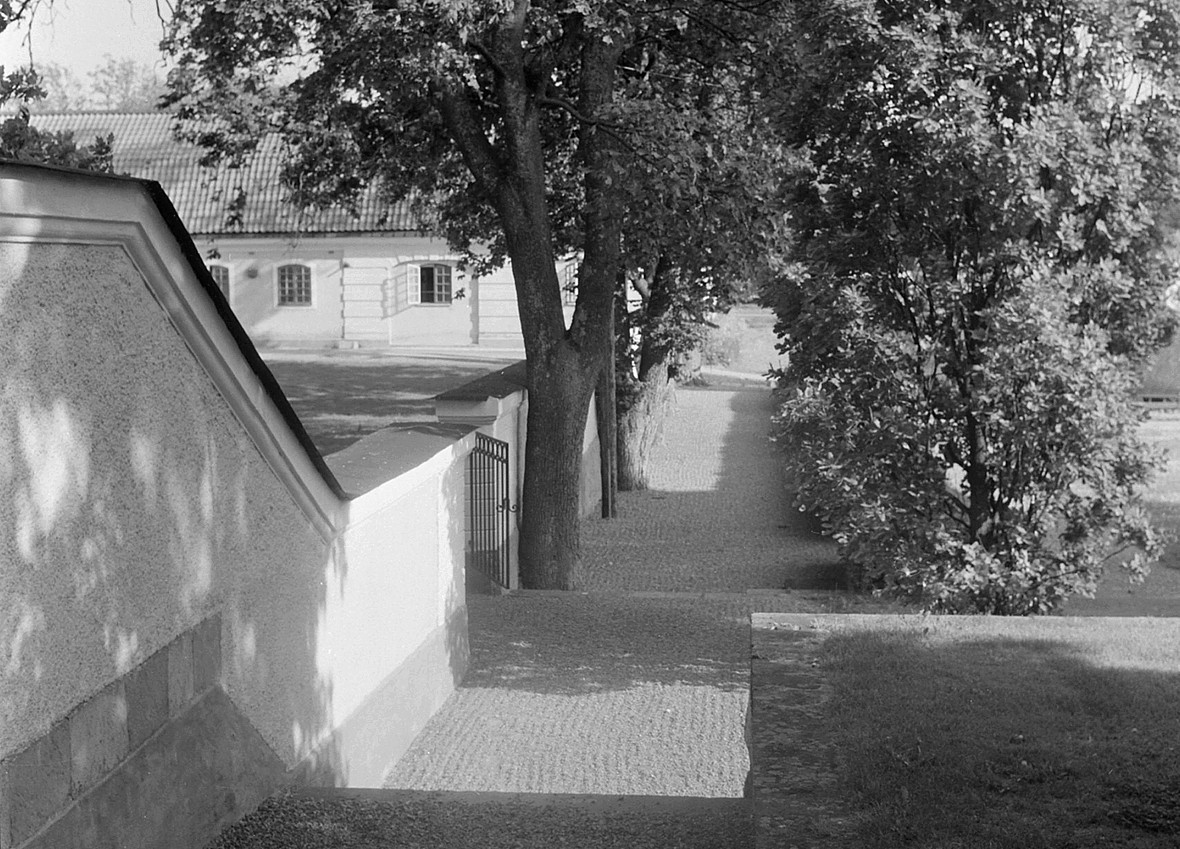
Ladugården sedd från huvudbyggnadens östra gavel.
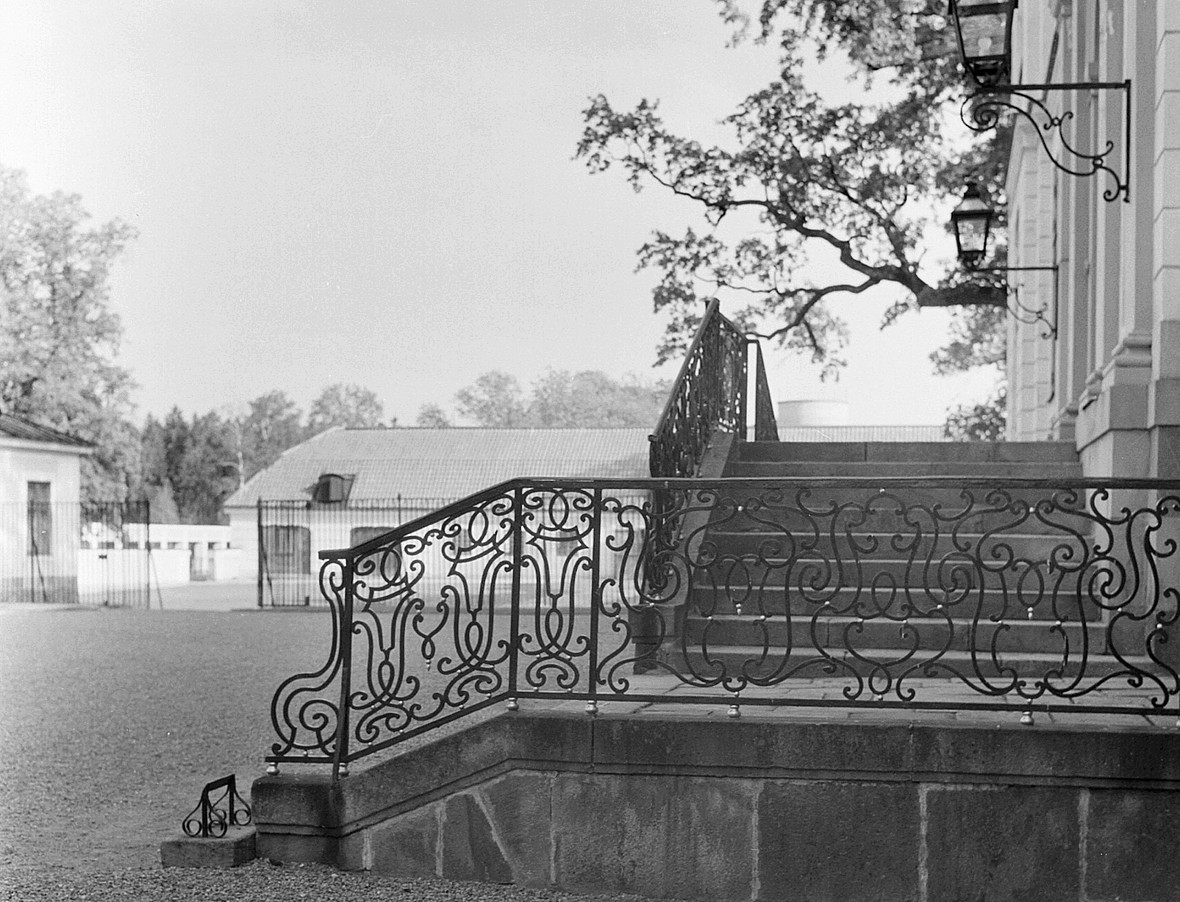
Entrétrappan, 1960.
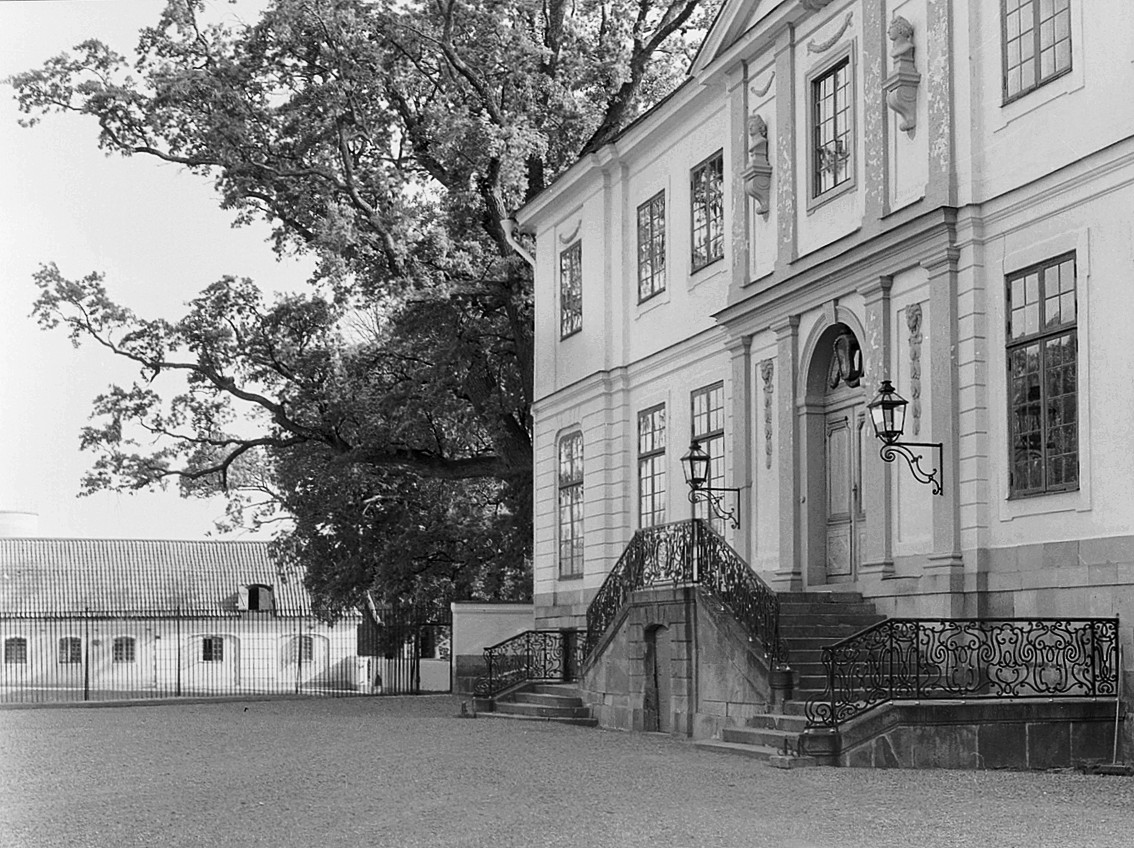
Huvudbyggnadens entrésida, 1960.

#### Interiör

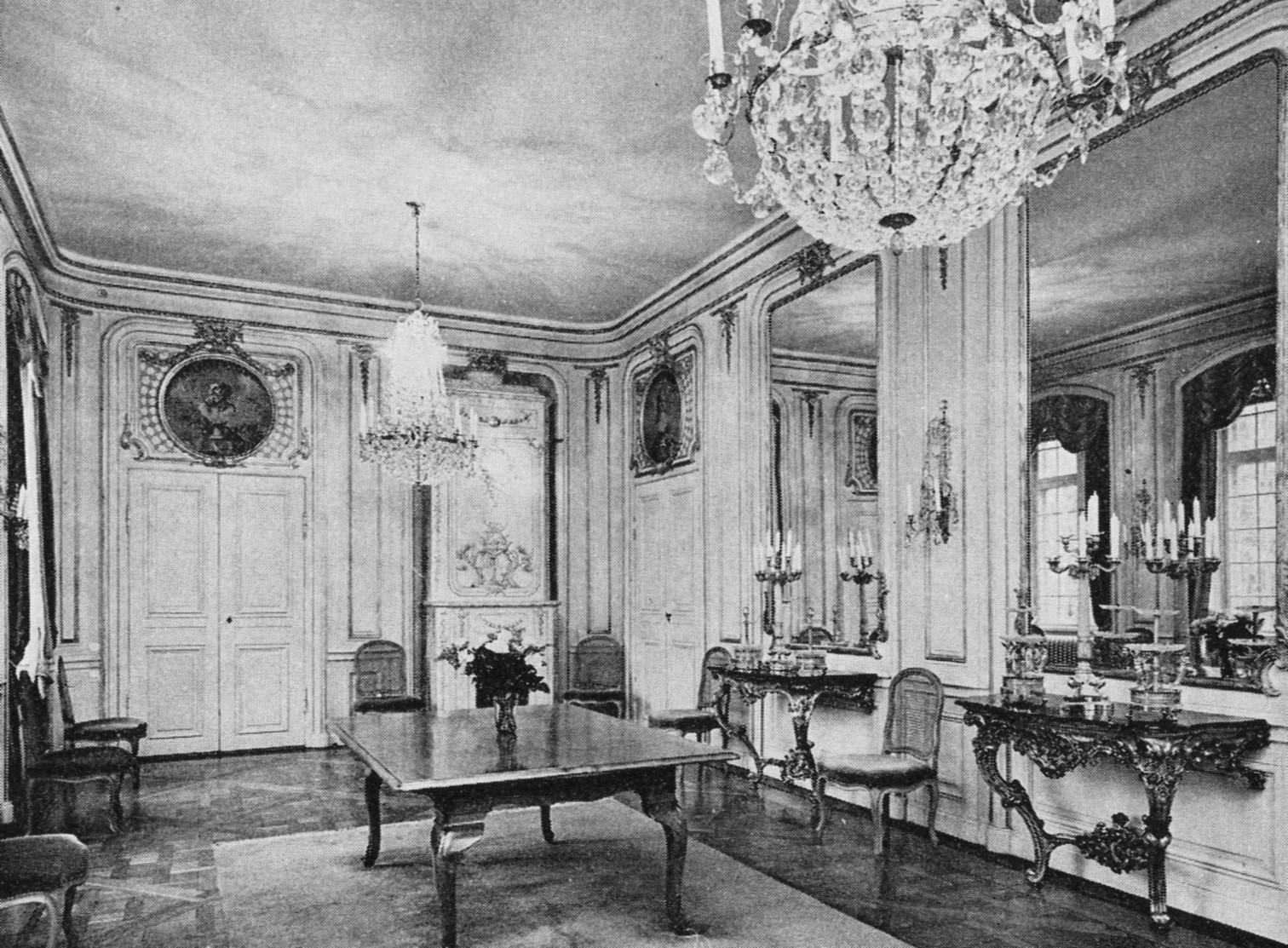
Stora Wäsbys fest- och matsal, 1967.

Huvudportalen nås via en dubbeltrappa med ett dekorativt smidesräcke som bär Charles de Geers monogram på vilplanen. Räcket tillverkades på Lövstabruk. Genom portalen kommer man in i en stenlagd, långsträckt hall. Rumsfördelningen på Stora Wäsby återspeglar tidens ideal med slottsherrens och slottsfruns gemak grupperade på ömse sidor om sällskapsrummen. I övre våningen låg en biljardsal i mitten som omgavs av diverse gästrum. Stora festsalen från 1700-talet har helt bevarat inredningen så som Rehn en gång ritat på 1700-talet.
De rumsfiler som Rehn och Pasch skapade uppvisar enligt museimannen  Gösta Selling en ”magnifik perspektivverkan där de olika rummens varierande färger och utsmyckningar stegras från sval klassicism till yppig rokoko”. Den ursprungliga rumsindelningen är i stort sett bevarad men rummens användning har under tidens gång förändrads och anpassats till aktuella behov. Innerväggarna har pannåer med oljemålade arkitekturmotiv inom guldramar och dörröverstycken som föreställer amoriner. För målningsarbetena stod Johan Pasch och Lars Bolander.

## Husets nyare förändringar
Under 1920-talet var arkitekten Isak Gustaf Clason verksam vid Stora Väsby för att utföra invändiga och yttre renoveringar. Under 1800-talet hade herrgården varit känd som det ”det vita slottet”. År 1927 putsades och färgades slottet om under ledning av Clason och konservatorn Alfred Nilsson. Slottet fick då en ljusgul karaktär som sedan förstärktes till en gulbrun färgsättning på 1960-talet. År 1995 under ledning av slottsarkitekten Jan Lisinski avfärgades slottet till sin nuvarande karaktär med gula fasader, röd rusticering i höjd med bottenvåningen och övriga arkitektoniska detaljer i grått. Den röda färgen baserades på färgprover från underliggande puts.
Egendomen omfattar 449 hektar varav 179 hektar är odlad mark. På gården drivs jordbruk- skogsbruk samt jakt och fiske. Idag är huvudbyggnaden, stallen och orangeriet ombyggda till kontor. Flygelbyggnaderna är ombyggda till bostäder.

### Bilder

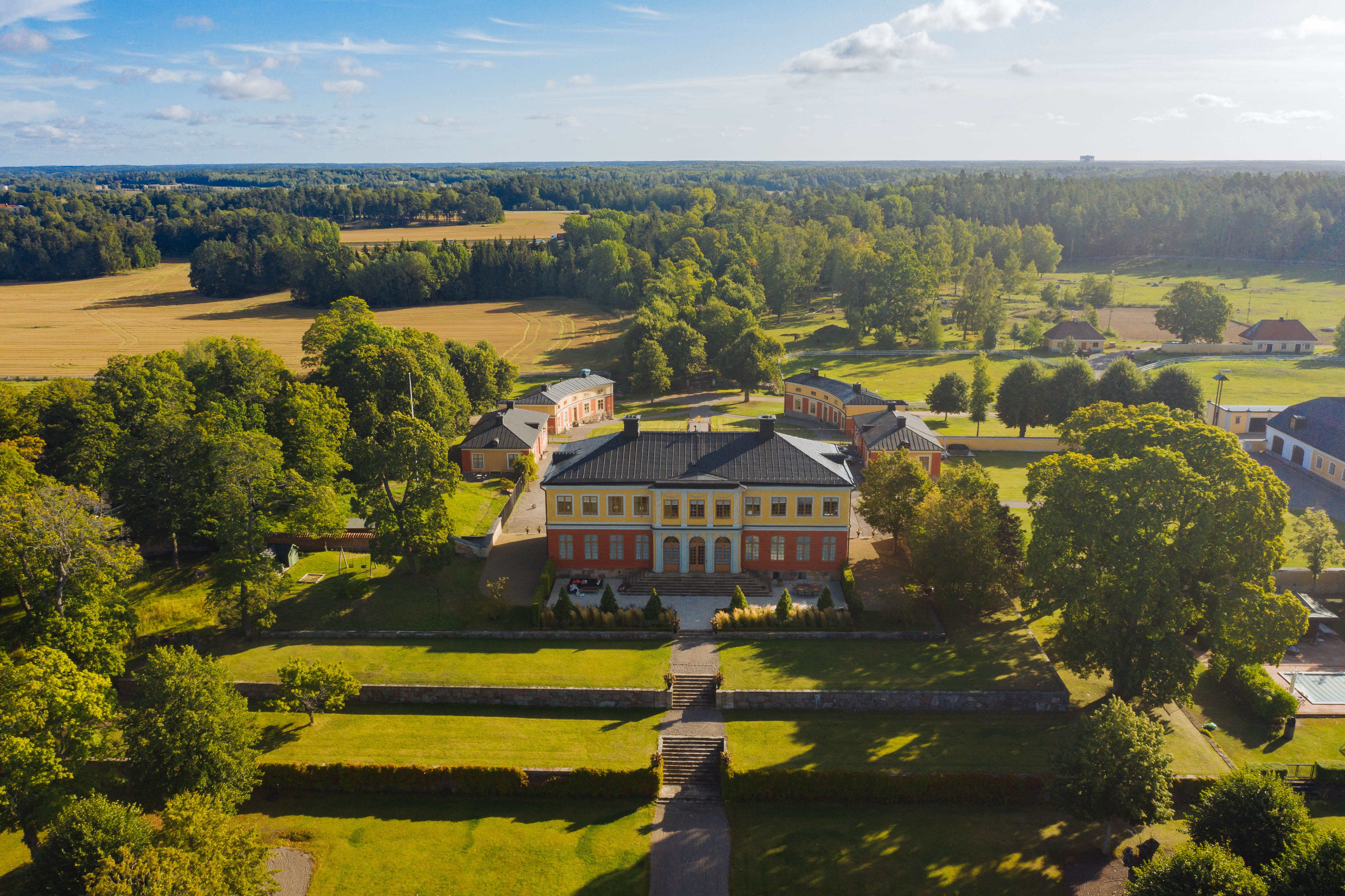
Huvudbebyggnaden och flyglar från väster, 2019.
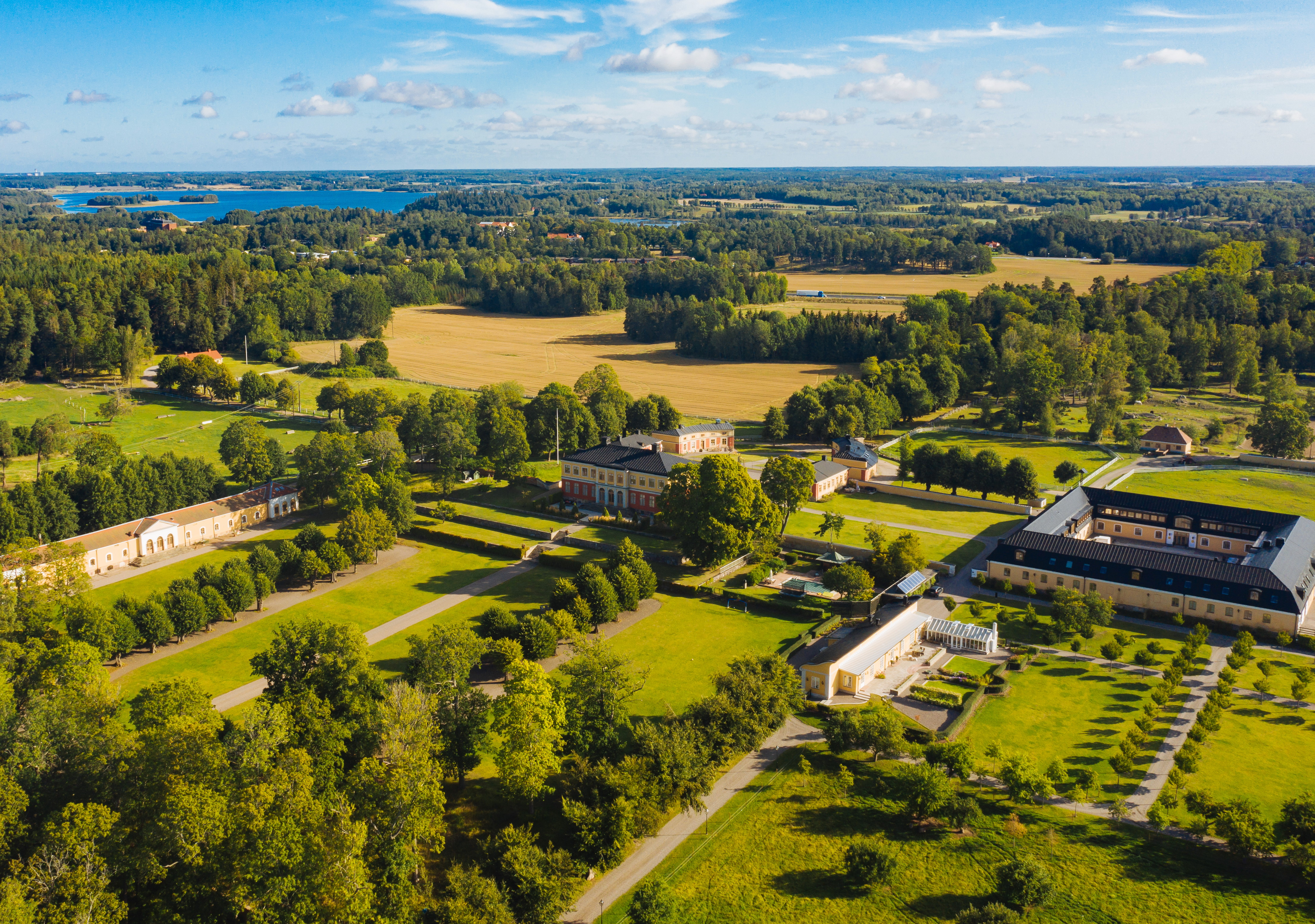
Orangeriet, slottet och ladugårdsfyrkanten från söder.
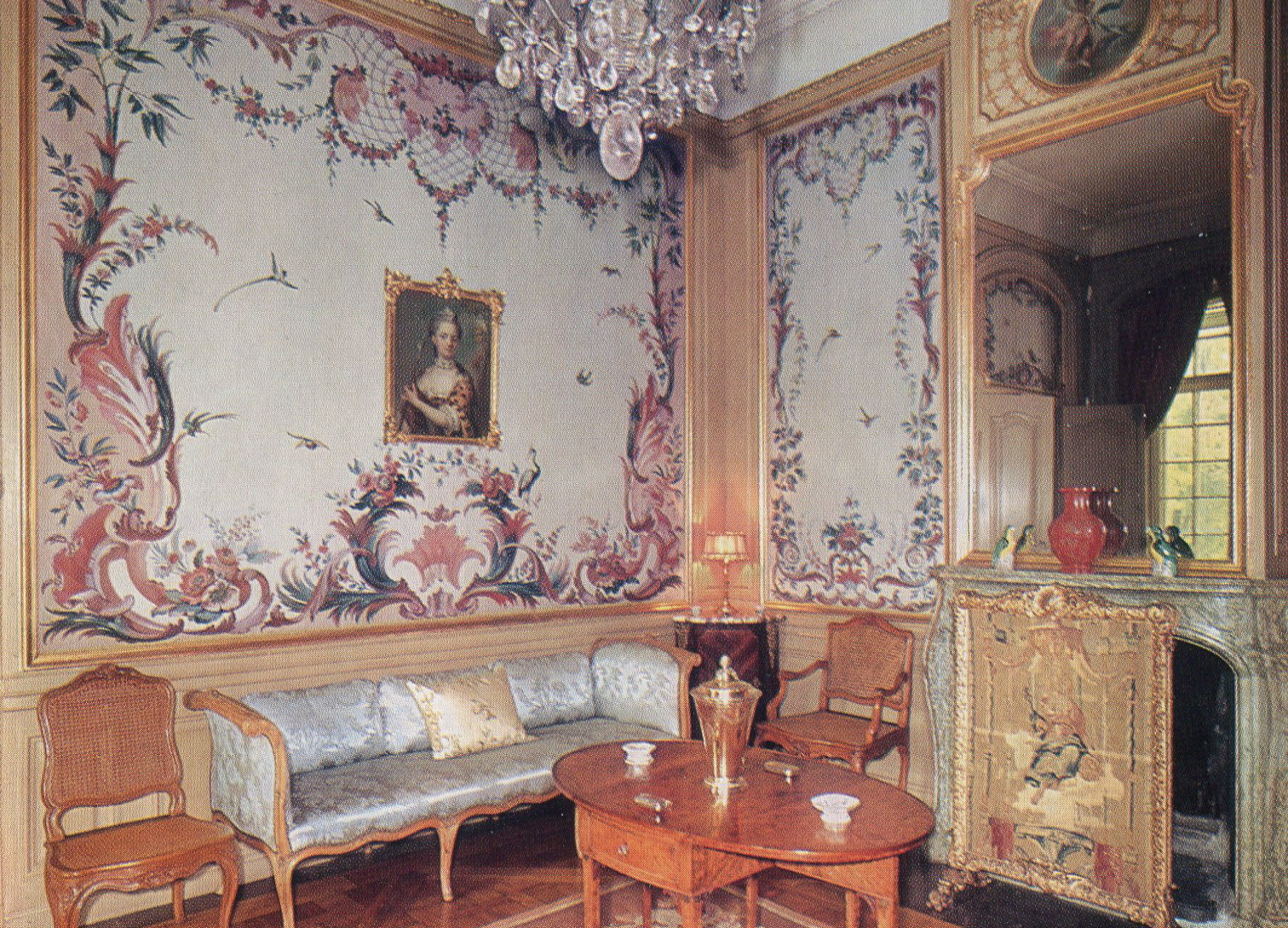
Papegojrummet, 1967.
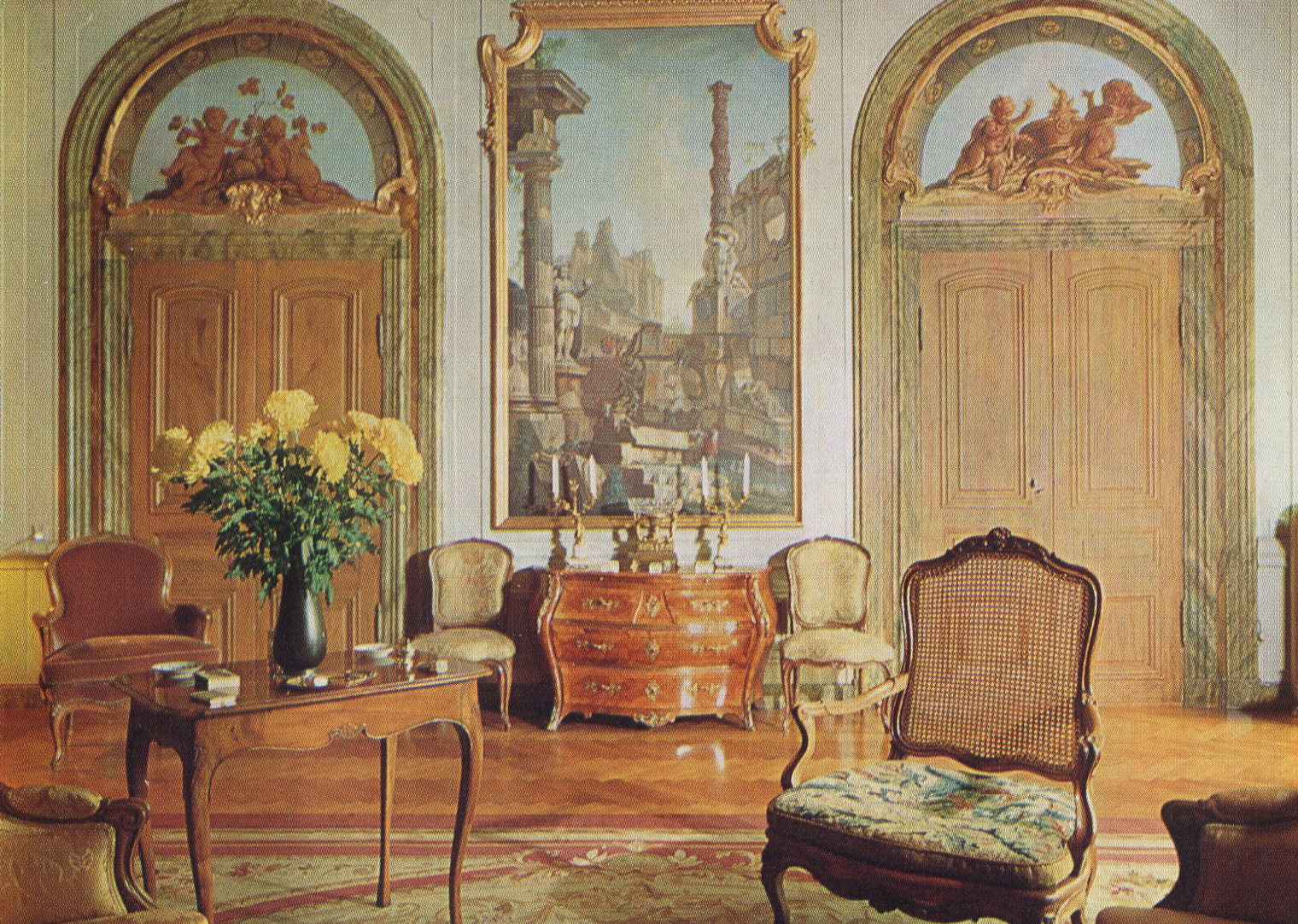
Rokokosalongen, 1967.

## Ägarlängden

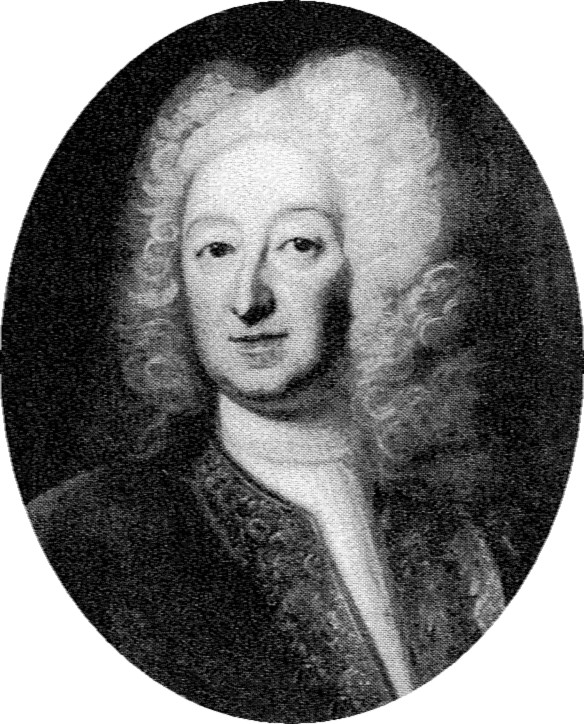
Charles De Geer af Leufsta, instiftare av fideikommisset 1730.

- 1400-talets början: väpnaren Erik Nilsson.
- 1485: underlagmannen Knut Karlsson.
- 1620-tal: Brita Bengtsdotter  (änka efter Jöns Kurck)
- 1646: hennes son, Jöns Kurck.
- 1668: genom köp av Emanuel De Geer på Lövsta (brukspatron).
- 1692: hans brorson Charles De Geer af Leufsta (häradshövding).
- 1730: hans brorson Charles De Geer af Leufsta (hovmarskalk).
- 1778: hans son Charles De Geer af Leufsta (kammarherre).
- 1805: hans son Charles De Geer af Leufsta (greve).
- 1861: hans son Carl Emmanuel De Geer af Leufsta (kabinettskammarherre).
- 1877: hans son Louis De Geer af Leufsta (hovmarskalk).
- 1887: hans son Carl Louis Emanuel de Geer af Leufsta (godsägare).
- 1914: hans bror Louis De Geer af Leufsta (kammarherre).
- 1925: hans släkting Louis Carl Gérard Etienne de Geer af Leufsta (överceremonimästare).
- 1953: hans son Carl Gérard Louis de Geer af Leufsta (bankdirektör).
- 1978: hans son Carl Fredrik Christian De Geer af Leufsta.